# Joseph Wilhelm Balan
Joseph Wilhelm Balan auch Guillaume Joseph Balan (* 30. Oktober 1777 oder 1776 in Berlin; † 24. Februar 1834 ebenda) war ein preußischer Jurist und Legationsrat.

## Leben

### Familie
Joseph Wilhelm Balan entstammt der ursprünglich in Montauban ansässigen Hugenotten-Familie Balan, deren Ahnherr Joseph Balan (1686–1736) nach Aufhebung des Edikts von Nantes, durch Ludwig XIV., seine Heimat verließ und Ende des 17. Jahrhunderts nach Preußen flüchtete.
Er war der Sohn des Kaufmanns Louis Balan (* 1724; † 2. Januar 1804 in Berlin) und dessen zweiter Ehefrau Anna (* 1739 in Hamburg; † 1803), die Tochter des Pastors Manassé Ancillon (1697–1759), dem späteren Prediger der französischen Kolonie in Neuhaldensleben; sein älterer Bruder war der spätere Diplomat Louis Balan und sein Urgroßvater war der Hofprediger David Ancillon der Jüngere.
Im Dezember 1810 heiratete er Wilhelmine Elisabeth (* 9. Juli 1788 in Berlin; † 1853), die Tochter des Geheimen Legationsrates Paul Ludwig Le Coq; ihr Sohn war der spätere Diplomat Hermann Ludwig von Balan. Sein Enkel war der spätere Regierungspräsident Max von Balan und seine Enkelin Mathilde von Balan heiratete den späteren General Adolf von Bülow.

### Werdegang
Joseph Wilhelm Balan besuchte das Französische Gymnasium Berlin beim Rektor Georg Adolf Erman und darauf das theologische Seminar der französisch-reformierten Kirche in Berlin; das er jedoch nach kurzer Zeit abbrach. Er immatrikulierte sich 1796 an der Universität Halle zu einem Studium der Rechtswissenschaften. An der Universität befreundete er sich mit seinem Lehrer Johann August Eberhard, mit dem er nach dem Ende des Studiums noch lange in brieflicher Verbindung stand.
1798 wurde er Auskultator beim Berliner Stadtgericht und war seit 1800 Referendar beim Kammergericht. Nachdem er 1803 das Große Examen absolviert hatte, wurde er zum Assessor beim Kammergericht ernannt, bevor er 1807 Kammergerichtsrat wurde. Seit 1808 war er Justizkommissar beim Berliner Stadtgericht. 1812 fand er eine Anstellung als Justizkommissar beim Kammergericht.
Er ging 1806, im Auftrag des Grafen Christian von Haugwitz, nach London, um seinen älteren Bruder, der schwer erkrankt war, in den Geschäften der Gesandtschaft zu unterstützen.
Als Syndikus des französischen Konsistoriums übernahm er 1812 die Führung der Rechtsangelegenheiten der französischen Kirchen und mildtätigen Stiftungen sowie die Vertretung der armen Mitglieder der französischen Kolonie in Berlin vor Gericht.
1814 und 1815 unternahm er zwei Reisen nach Frankreich als Depeschenüberbringer an den Staatskanzler Karl August von Hardenberg und wurde darauf 1816 zum Legationsrat und Vortragenden Rat im Ministerium des Auswärtigen ernannt; dort wurde er dem Geheimen Legationsrat Karl Georg von Raumer beigeordnet, der mit der kommissarischen und seit 1818 mit der offiziellen Leitung der zweiten Sektion des Ministeriums für auswärtige Angelegenheiten betraut worden war.
1818 erfolgte seine Ernennung zum Wirklichen und 1820 zum Geheimen Legationsrat. Seit 1823 war er mit der Bearbeitung der römisch-katholischen Angelegenheit betraut.
Er war Mitglied in der seit 1827 bestehenden Prüfungskommission für die Diplomaten-Anwärter.
Joseph Wilhelm Balan war befreundet mit dem preußischen Staatsmann Friedrich Eichhorn. Seit seiner Jugendzeit pflegte er auch eine Freundschaft zum späteren Hofprediger Franz Theremin.

## Ehrungen und Auszeichnungen
Joseph Wilhelm Balan erhielt 1818 von Schweden den Nordstern-Orden und 1824 war er zum Ritter III. Klasse des Roten Adlerordens ernannt worden. 1826 erhielt er von Sachsen-Weimar-Eisenach das Komturkreuz des Falkenordens und 1830 von Hannover das Kommandeurkreuz des Guelphenordens.

## Mitgliedschaften
Joseph Wilhelm Balan war 1813 Mitglied in der 1811 gegründeten Christlich-deutschen Tischgesellschaft und in der 1809 gegründeten Gesetzlosen Gesellschaft zu Berlin.